# Jan Tarło (zm. 1587)
Jan Tarło ze Szczekarzowic herbu Topór (ur. ok. 1527, zm. 1587) – wojewoda lubelski w latach 1574–1587, kasztelan radomski w latach 1565–1574, kasztelan małogoski w latach 1563–1565, sekretarz królewski w 1556 roku, dworzanin królewski od 1554 roku.

## Życiorys
Syn Jana Tarły i Doroty Tarnowskiej.
Był wojskim lwowskim, sekretarzem królewskim od 1556, kasztelanem małogoskim od 1563, kasztelanem radomskim od 1565, wojewodą lubelskim od 1574, a także starostą łomżyńskim i pilzneńskim.
Był gorliwym kalwinistą, podobnie jak jego dwie żony. Był członkiem komisji do rewizji królewszczyzn na sejmie 1563/1564 roku. Był sygnatariuszem aktu unii lubelskiej 1569 roku. Podpisał konfederację warszawską 1573 roku. W 1573 roku potwierdził elekcję Henryka Walezego na króla Polski. W 1575 roku w czasie wolnej elekcji głosował na cesarza Maksymiliana II Habsburga.
Po raz pierwszy ożenił się z Anną Gostomską (córką wojewody rawskiego Anzelma Gostomskiego).
Powtórnie żonaty, z Agnieszką Szafraniec – kasztelanówną biecką i sandomierską – córką Stanisława Szafrańca. Miał z nią dzieci, którymi były:
- Jan Amor Tarło
- Aleksander Piotr Tarło
- Helena Tarło – żona Stanisława Branickiego, rotmistrza królewskiego
- Anna Tarło – żona Stanisława Starzechowskiego, podkomorzego przemyskiego[8]

Po jego śmierci małoletnimi synami zajął się ich dziad, Stanisław Szafraniec.